# Hwang Hee
Hwang Hee (Coréen : 황희), de son vrai nom Kim Ji-soo (김지수), né le 18 octobre 1988, est un acteur sud-coréen.

## Biographie
En 2019, Hwang Hee est considéré comme l'une des étoiles montantes de la télévision sud-coréenne par le magazine en ligne Hancinema : ses performances dans les dramas Tomorrow, with You (2017), Arthdal Chronicles (2019) et Doctor John (2019) sont saluées. Il figure ainsi aux côtés de Shin Seung-ho, Ong Seong-wu et Lee Jae-wook.
Cette même année, il est nommé au SBS Drama Awards pour son interprétation dans Doctor John, dans la catégorie Meilleur nouvel acteur.
Entre 2020 et 2023, il s'illustre dans la série fantastique à succès Tale of the Nine Tailed et sa suite Tale of the Nine Tailed 1938.
En 2021, il incarne un détective bagarreur dans Dali & Cocky Prince.

## Filmographie

### Cinéma
| Année | Titre                        | Rôle                  |
| ----- | ---------------------------- | --------------------- |
| 2019  | Race to Freedom: Um Bok Dong | Un officier de police |

### Séries télévisées(sélection partielle)
| Année | Titre                        | Rôle          | Notes             | Ref.  |
| ----- | ---------------------------- | ------------- | ----------------- | ----- |
| 2017  | Tomorrow, with You           | Chun Min-joon |                   |       |
| 2019  | Arthdal Chronicles           | Moo-gwang     |                   |       |
| 2019  | Doctor John                  | Lee Yoo-joon  |                   | [ 5 ] |
| 2020  | Tale of the Nine Tailed      | Koo Shin-joo  |                   |       |
| 2021  | Dali & Cocky Prince          | Joo Won-tak   |                   | [ 4 ] |
| 2021  | The Veil                     | Oh Kyung-seok |                   | [ 6 ] |
| 2022  | Today's Webtoon              | Ahn Gyu-jin   | Caméo (épisode 1) | [ 7 ] |
| 2023  | Tale of the Nine Tailed 1938 | Koo Shin-joo  |                   | [ 3 ] |
| 2024  | Love Song for Illusion       | Sajo Yung     |                   | [ 8 ] |

## Récompenses et nominations
| Année | Cérémonie              | Catégorie              | Projet concerné | Résultat   | Ref.  |
| ----- | ---------------------- | ---------------------- | --------------- | ---------- | ----- |
| 2019  | 27ème SBS Drama Awards | Meilleur nouvel acteur | Doctor John     | Nomination | [ 2 ] |